# حمام شنب غازان
حمام شنب غازان بنایی تاریخی و پابرجا در تبریز واقع در محلهٔ تاریخی شنب غازان است که در سال ۱۳۴۵ ه‍.ق توسط میرزا عباسعلی شنب غازانی و به‌همراهی شخصی به‌نام مشهدی حسن و به مساعدت اهالی محله ساخته شده است. در سال ۱۳۵۲ ه‍.ق وقفنامهٔ حمام نوشته شده و بعداً ادارهٔ این حمام به سازمان اوقاف و امور خیریه واگذار شد.
مصالح ایلخانی، معماری قاجار و پلانی منحصر به‌فرد از ویژگی‌های مهم این حمام است.

## پیشینه
در قرن هشتم ه‍.ق حمامی بزرگ به نام حمام سبیل در شهر غازانیه (محله شنب غازان کنونی) وجود داشت که جزو ابنیهٔ غازانی و ساختمان‌های دوازده‌گانهٔ ابواب‌البر بوده است. در اثر زمین‌لرزه‌های بزرگ تبریز این حمام نیز به‌همراه دیگر عمارات شنب غازان تخریب شد و تا زمان احداث حمام مزبور سندی از وجود حمامی دیگر در این محله در دست نیست.
زمین حمام جدید توسط یک روحانی به‌نام آقا میرزا عباسعلی شنب غازانی و به‌همراهی شخصی به‌نام مشهدی حسن و به مساعدت و همت اهالی شنب غازان خریداری شده و حمام احداث گردید.

## وقفنامه حمام
در سال ۱۳۵۲ ه‍.ق میرزا عباسعلی شنب غازانی وقفنامه‌ای بر حمام نوشت و درآمد حمام را برای تعمیر حمام، خرج متولی و تعمیرات مساجد محلهٔ شنب غازان معین کرد. پس از تشکیل سازمان اوقاف ادارهٔ این حمام به آن ارگان تعلق گرفت.

## معماری
حمام شنب غازان بااستفاده از الگوهای معماری قاجار ساخته شده است بااین‌حال مصالح آن از خرابه‌های عمارت شنب غازان تأمین شده و آجر و سنگش متعلق به دوران دوره ایلخانی است.
پلان حمام شکلی خاص و منحصر به‌فرد دارد و گویا سبب آن ساخت حمام توسط خود اهالی و با شیوه‌ای محلی بوده است.
مساحت حمام ۳۰۰ متر مربع بوده و شامل قسمت‌های: ورودی، میان‌در، گرم‌خانه، نظافت‌خانه، سرویس‌های بهداشتی، خزینه و خلوتی است.

## ثبت ملی
شورای ثبت آثار تاریخی و فرهنگی استان آذربایجان شرقی، حمام شنب غازان را در سال ۱۳۹۰ شمسی به شماره ۲۹۵۲۶ در فهرست آثار ملی به ثبت رساند.

## وضعیت کنونی

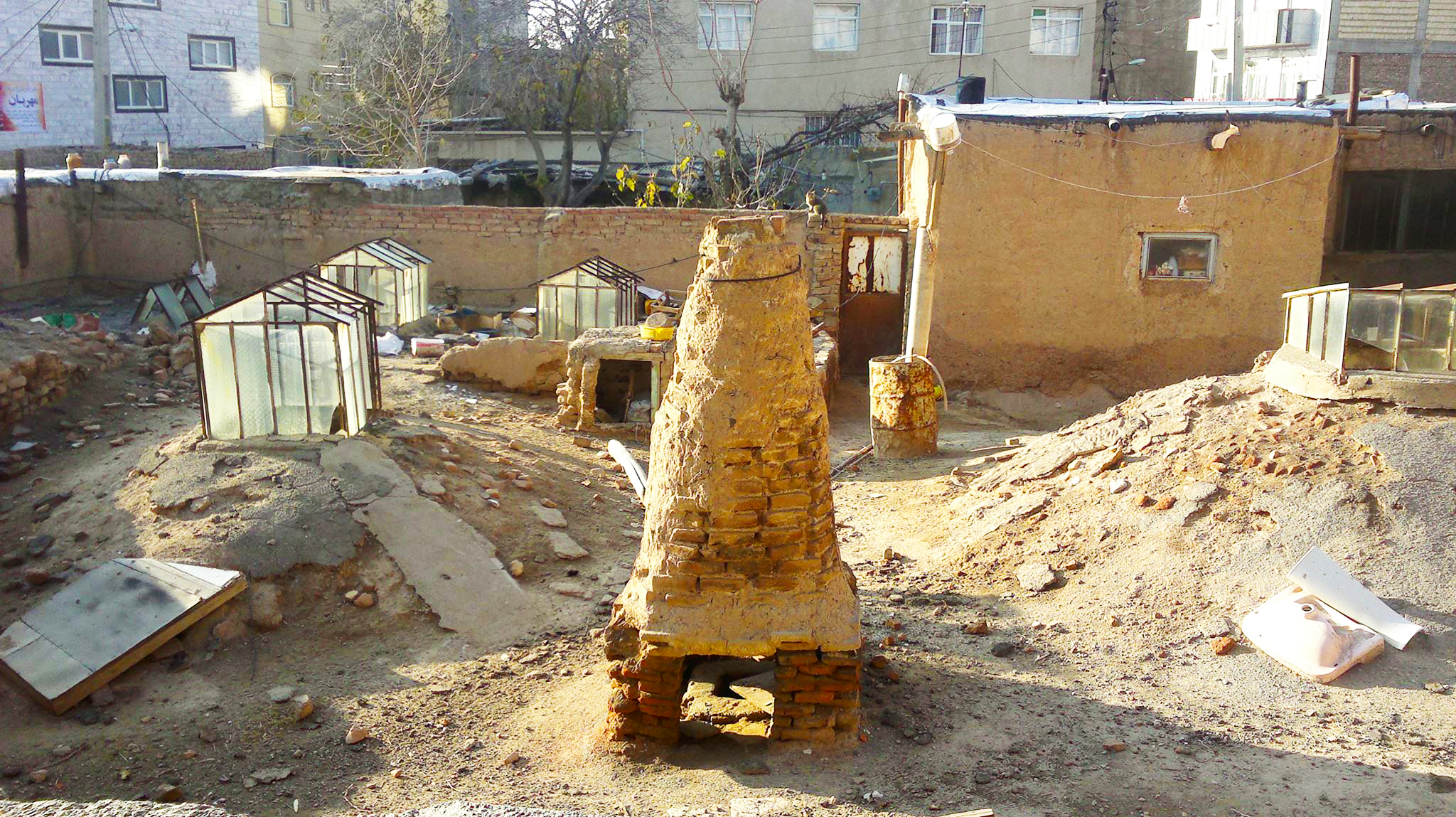
وضعیت نامناسب بام حمام شنب غازان

این حمام امروزه در کوی اشاغی کوچهٔ شنب غازان قرار دارد.
پس از عدم استفاده از حمام‌های عمومی درِ این حمام بسته شده و بدون تغییر یا حفاظت رها شد و این باعث فرسودگی حمام به سبب گذشت زمان و رطوبت به‌عنوان آسیب‌های طبیعی و برخی تغییرات انسانی گشت. پس از ثبت ملی نیز تغییری در کاربری یا تعمیر و مرمت حمام رخ نداده و همچنان گذشت زمان و مخاطرات طبیعی باعث تهدیدی جدی برای تخریب و تغییرات انسانی در محدودهٔ آن باعث نقض حریم منظری این اثر تاریخی و ملی می‌شود.